# Enja Records
Enja Records is een onafhankelijk Duits platenlabel, dat gespecialiseerd is in het uitbrengen van jazzplaten. Het werd in 1971 in München opgericht door Matthias Winckelmann en Horst Weber.
Aanvankelijk concentreerde het label zich vooral op nieuwe Europese jazz (de naam Enja staat voor 'European New Jazz'), maar al snel werden de grenzen verlegd door internationale musici uit te brengen, zoals Chet Baker, Freddie Hubbard, Dizzy Gillespie en Gene Ammons. In de jaren zeventig had het label succes met uitgaves van Chet Baker en Abdullah Ibrahim, in de jaren tachtig vooral met de oedbespeler Rabih Abou-Khalil. In 1986 scheidden de wegen van de oprichters door onenigheid over de te varen koers. De catalogus werd gedeeld en er ontstonden twee nieuwe dochterlabels die beiden nog steeds bestaan. 

## Winckelmann
Winckelmanns Enja concentreerde zich aanvankelijk op de jazz in New York (onder meer Kenny Barron, Ray Anderson, Elvin Jones, Lee Konitz), maar kwam later ook met grensoverschrijdende muziek, uitgebracht op zijn label Tiptoe. Winckelmann heeft tevens een label voor muziek buiten de mainstream- en avant-gardejazz, Enja Nova, een blueslabel (Blues Beacon) en een label voor nieuwe klassieke muziek (MARSYAS).

## Weber
Bij Weber zijn de afgelopen jaren platen uitgekomen van onder meer Aldo Romano, Susi Hyldgaard, David Murray, Marc Ribot en Elliott Sharp.